# Billings Logan International Airport

i7
i11
i13
Der Billings Logan International Airport (IATA-Code: BIL, ICAO-Code: KBIL) ist ein Verkehrsflughafen in Billings im Bundesstaat Montana in den Vereinigten Staaten von Amerika. Das Einzugsgebiet des Flughafens umfasst neben Billings, der größten Stadt Montanas, große Teile im Süden und Südosten Montanas sowie große Teile Wyomings. Der Flughafen besitzt einen Klasse-C-Luftraum.

## Lage und Verkehrsanbindung
Der Billings Logan International Airport befindet sich drei Kilometer nordwestlich des Stadtzentrums von Billings. Er liegt an der Montana State Route 3. Einige Kilometer südöstlich des Flughafens verlaufen die Interstate 90 und der U.S. Highway 312 auf einer gemeinsamen Trasse. Außerdem verläuft der U.S. Highway 87 einige Kilometer östlich des Flughafens.
Der Billings Logan International Airport wird durch Busse in den öffentlichen Personennahverkehr eingebunden, die Route 1 des MET Transit System verbindet ihn regelmäßig mit dem Stadtzentrum.

## Geschichte
Die Anfänge des Flugbetriebes in Billings werden auf das Jahr 1912 datiert, als ein örtlicher Zahnarzt Flugversuche mit einer selbst gebauten Curtiss 0-X-5 unternahm. Im Jahr 1927 wurde der Bau eines Flughafens beschlossen, der geeignet sein würde, regelmäßigen Flugverkehr abzuwickeln. Dieser wurde am 29. Mai 1928 unter dem Namen Billings Municipal Airport eröffnet. Sein Bau kostete 5000 US-Dollar, die Fläche betrug zunächst 400 Acres, ungefähr 162 Hektar. Im Jahr 1933 begann Northwest Airlines mit dem Linienflugverkehr. Seitdem wurde der Flughafen immer wieder erweitert und technisch erneuert, zuletzt wurden 2003 ein neuer Tower und weitere Gebäude für die Flugsicherung errichtet. Der Flughafen wurde bisher zweimal umbenannt, das erste Mal im Jahr 1957 zu Ehren des bis dato amtierenden Managers des Flughafens, Dick Logan. Der Flughafen erhielt den Namen Billings Logan Field, der im Jahre 1971 in Billings Logan International Airport geändert wurde.

## Fluggesellschaften und Ziele
Im Linienflug existieren mehrere Verbindungen zu den nächstliegenden Hubs großer Airlines. Die traditionellen Verbindungen, die auch die größten Passagierzahlen aufweisen, sind die von United Airlines zu ihrem Hub in Denver, von Delta Air Lines nach Salt Lake City und von ehemals Northwest Airlines, jetzt Delta Air Lines nach Minneapolis-Saint Paul. Daneben wird der Flughafen auch von den Frachtfluggesellschaften FedEx und UPS Airlines genutzt.
Billings ist ein Drehkreuz des Essential-Air-Service-Programmes der US-Regierung, in dessen Rahmen Flugverbindungen in sehr ländliche Gegenden subventioniert werden, die sonst nicht rentabel zu betreiben wären. Die Routen werden von Cape Air bedient. Zuvor wurden die Flüge von Great Lakes Airlines beziehungsweise Big Sky Airlines durchgeführt.

## Zwischenfälle
- Am 8. Dezember 1945 wurde eine Douglas DC-3/C-47B-45-DK der US-amerikanischen Northwest Airlines, betrieben von den United States Army Air Forces (USAAF) (Luftfahrzeugkennzeichen 45-922) während des Anflugs auf den Billings Municipal Airport 400 Meter südlich davon in Bäume geflogen, stürzte ab und brannte aus. Der Nachtanflug fand bei Schneefall statt. Von den 23 Insassen kamen 19 ums Leben, beide Besatzungsmitglieder und 17 Passagiere.[11]

- Am 25. November 1997 brach an einer Short 360-100 der US-amerikanischen Corporate Air (N691A) bei der Landung auf dem Flughafen Billings Logan das linke Hauptfahrwerk zusammen. Der Erste Offizier hatte die Maschine mit einer extrem hohen Sinkgeschwindigkeit auf der Landebahn aufschlagen lassen, wodurch sie irreparabel beschädigt wurde. Die beiden Piloten, die einzigen Insassen auf dem Frachtflug, überlebten den Unfall.[12]

## Verkehrszahlen
| Jahr | Fluggastaufkommen | Luftfracht (Tonnen) mit Luftpost | Flugbewegungen (mit Militär) |
| ---- | ----------------- | -------------------------------- | ---------------------------- |
| 2018 | 904.873           | 37.720                           |                              |
| 2017 | 853.559           | 31.743                           | 82.774                       |
| 2016 | 865.431           | 30.699                           | 78.917                       |
| 2015 | 863.818           | 32.298                           | 81.040                       |
| 2014 | 857.291           | 30.731                           | -                            |
| 2013 | 789.261           | 28.395                           | -                            |
| 2012 | 899.302           | 27.125                           | -                            |
| 2011 | 832.191           | 25.955                           | -                            |
| 2010 | 798.985           | 23.983                           | -                            |
| 2009 | 816.396           | 23.854                           | -                            |
| 2008 | 873.331           | 27.838                           | -                            |
| 2007 | 883.301           | 31.531                           | -                            |
| 2006 | 830.020           | 37.077                           | -                            |
| 2005 | 835.363           | 32.825                           | -                            |

### Verkehrsreichste Strecken
| Rang | Stadt                             | Passagiere | Fluggesellschaften               |
| ---- | --------------------------------- | ---------- | -------------------------------- |
| 01   | Denver, Colorado                  | 117.140    | United Airlines/United Express   |
| 02   | Salt Lake City, Utah              | 085.960    | Delta Air Lines/Delta Connection |
| 03   | Minneapolis/Saint Paul, Minnesota | 079.270    | Delta/Delta Connection           |
| 04   | Seattle/Tacoma, Washington        | 045.570    | Alaska Airlines                  |
| 05   | Dallas/Fort Worth, Texas          | 021.800    | American Eagle                   |
| 06   | Portland, Oregon                  | 021.540    | Alaska                           |
| 07   | Phoenix–Mesa, Arizona             | 021.320    | Allegiant Air                    |
| 08   | Las Vegas, Nevada                 | 016.030    | Allegiant                        |
| 09   | Sidney, Montana                   | 009.110    | Cape Air                         |
| 10   | Chicago–O’Hare, Illinois          | 004.600    | k. A.                            |